# Parti de la démocratie sociale d'Albanie
Ne doit pas être confondu avec Parti social-démocrate d'Albanie.
Le Parti de la démocratie sociale d'Albanie (en albanais : Partia Demokracia Sociale e Shqipërisë, PDS) est un parti politique albanais de centre gauche.

## Historique

### Fondation et premiers résultats
Le PDS est créé en 2003 par Paskal Milo. Il est issu d'une scission du Parti social-démocrate d'Albanie (PSD), qui participait alors à la majorité parlementaire conduite par le Parti socialiste d'Albanie (PSSh).
Au cours des élections législatives du 3 juillet 2005, le PDS obtient 4,25 % des suffrages exprimés. Il fait élire deux députés sur 140 à l'Assemblée et siège dans l'opposition à Sali Berisha.

### Déclin
Pour les élections législatives du 28 juin 2009, il intègre la coalition de l'Union pour le changement (BpN) créée autour du PSSh. Totalisant seulement 0,7 % des voix, il perd sa représentation parlementaire. Il poursuit cependant sa collaboration avec le Parti socialiste et fait partie de l'Alliance pour une Albanie européenne (ASE) au cours des élections législatives du 23 juin 2013. S'il échoue à revenir à l'Assemblée, il devance le PSD pour la première fois depuis dix ans.
Les élections du 25 juin 2017 conduisent le PDS au pire score de son histoire : avec à peine 2 000 voix, il se contente de 0,16 % des suffrages exprimés.

## Résultats électoraux

### Élections législatives
| Année | Voix    | %    | Sièges  |
| ----- | ------- | ---- | ------- |
| 2005  | 174 103 | 12,7 | 7 / 140 |
| 2009  | 10 365  | 0,68 | 0 / 140 |
| 2013  | 11 891  | 0,69 | 0 / 140 |
| 2017  | 2 473   | 0,16 | 0 / 140 |